# Катунска нахија
Катунска нахија је била једна од четири нахије Старе Црне Горе. Обухватала је планинска насеља око Ловћена и сјеверно од њега.Налази се близу Цетиња.

## Историја
Катунска нахија у Његошево вријеме бројала је око двадесетак хиљада људи, без градског и административног центра, разбацаних на простору скоро једног среза и израздвајаних друштвеним подјелама. 
Први пут од Цетиња до Ријеке Црнојевића ће подићи владика Раде као и прву крчму — на Крсцу. Енглез Петон је, 1846. године, запазио да су куће на Његушима без прозора и соба — једна просторија. Крајем 19. стољећа, Ван дер Велде прошао је читавим крајем и забиљежио: „изван варошице нема се гдје пошто преноћити у овој беспутној земљи, сличној пустињи на Мјесецу,..”.
Његушко племе је једно од оних из Катунске нахије — која су тврдо држала за себе да „од Косова" нису давала Турцима харач, него у свој чистоти чувала „искру српске слободе“.
У Катунској нахији се искристалисао српски национални мит. Његошев „Горски вијенац" постаје основни извор националног надахнућа за неколико будућих деценија српске историје. У пјесми „Нахије“ Његош довикује свом родном крају - Катунској нахији: „Ти си мати српске Црне Горе." Већина народних пјесама — бар оних које Његош најприје чује, а касније их и скупља („Огледало србско"), из Катунске су нахије.
Иако заточник српства, Катунска нахија једина није прихватила уједињење са Србијом 1918. године због привржености династији Петровића.

## Племена Катунске нахије
- Цетиње,
- Његуши
- Ћеклићи
- Бјелице
- Цуце (Веље и Мале)
- Озринићи (Чевљани)
- Пјешивци (Горњи и Доњи)
- Загарач (Горњи и Доњи) и
- Комани (Комани у ужем смислу и Бандићи)

## Историјски подаци из 1895. године
Границе: Ова нахија налази се на западној страни Црне Горе и заузима доста велики простор, и граничи: са сјевера Никшићком нахијом, са истока Брдском, Љешанском и Ријечком; са југа Љешанском и Ријечком нахијом и Боком которском, а са запада Боком которском и Херцеговином.
Племена: У овој су нахији једанаест племена: Цетиње, Његуши, Ћеклићи, Бјелице, Цуце, Озринићи, Рудине, Грахово, Пјешивци, Загарач и  Комани.
Планине: Највеће су планине у овој нахији: Ловћен, који се налази на западној страни Цетиња. Највиши су му врхови Штировник, који је висок 1723 метра, и Језерски Врх, који је добио име од малога језера, који се под њим налази. На Језерском Врху је црквица, у којој је гроб највећега српскога пјесника владике Рада - Господара Црне Горе, Ставор, Пусти Лисац, Чевски Лисац и Гарач.
Равнице: У овој су нахији три омања поља: Цетињско, Његушко и Граховско.
Воде: Ова нахија има двије мале ријеке: Заслапску и Граховску.
Путеви: У овој нахији има колски пут, који је спаја са Боком которском и Ријечком нахијом, а иде преко Његуша и Цетиња. Има још два коњаничка пута: један, што спаја Катунску нахију са Никшићком, а други од Цетиња до Грахова, преко Ћеклића и Цуца.
Позната мјеста: Главно је мјесто у овој нахији Цетиње са 2000 становника, које се налази на Цетињскоме пољу. Цетиње је престоница Црне Горе и средиште цијеле земаљске управе. Цетињске су знаменитости: Манастир под Орловим Кршем, који је сазидао владика Данило Петровић, и у којем се налази свето тијело владике Петра I, гробови: Књаза Данила I и његова брата великога војводе Мирка, оца књаза Николе I; црква Свете Госпође, задужбина Књаза Николе I, подигнута на развалинама манастира Ивана Црнојевића; Влашка старинска црква; Зетски Дом, који је подигнут добровољнијем прилозима у славу и спомен ослобођења Зете, а за просвјетне цијељи; Болница, задужбина Књаза Данила I; Војени Стан, Обзовица водовод, задужбина велике руске књагиње Милице, рођене Петровић Његош. На Цетињу се налази: Књажев двор, Нашљедников дворац, државни савјет, министарства, митрополија, велики суд, варошка управа, главна управа пошта и телеграфа, државна штампарија, општина, основна мушка и женска школа, полугимназија, богословско-учитељска школа и виша женска школа. Цетиње је двапут спаљивано од Турака, али су га опет прибјегли Срби нанова подизали.
На Цетињу се налазе и посланства страних држава.
У овој се нахији још налази мала варошица Хумац у граховскоме племену, са основном школом и телеграфом.
Још су знаменита мјеста: Његуши, одакле је поријеклом владајућа породица Петровићи Његоши; основатељ њен је владика Данило, по наредби којега је извршен догађај по цијелој држави 1702. године на Бадњи дан ноћу, и тијем очувана српска државна самосталност. Његуши имају основну школу и телеграф; Трњине, село у цуцкоме племену, у коме су Срби страшно побили Турке из два пута 1706. и 1716. године. У другоме боју заробљено је седамдесет и пет ага и бегова; Бајице, село у врху Цетињскога поља са лијепом црквом и основном школом. Ово је мјесто познато из догађаја 1702. године: Чево, које се налази у Озринићком племену, знатно је због тога, што је ту владика Василије, господар Црне Горе, трећи из данашње владајуће породице Петровић Његош, потукао Турке 1756. године са малом војском, и што је родно мјесто наше владарке књагиње Милене. На Кчеву постоји окружни суд и осн. школа. Граховац, који се налази више Граховскога поља, знатан је, што су ту Црногорци под управом великог војводе Мирка одржали сјајну побједу над Турцима 1856. године. Близу варошице Хумца налази се Челински поток, у коме је погинуо знатан број Црногораца и једанаест Петровића у боју 1836. год.
Поднебље: У овој је нахији поднебље зими студено, а љети умјерено топло. У њој добро успијевају од усјева: кукуруз, пшеница, раж, кртола, као и нека поврћа. Од шумскога дрвећа расте: дуб, јасен, бор, буква и друга. Од домаћих животиња особито се гаје: козе, овце, говеда, коњчад; а од дивљих по горама може се наћи: вукова, лисица, зечева и другијех.
Становништво: У овој се нахији народ, занима понајвише сточарством и земљорадњом и нешто трговином. У њој се производи добар сир, а особито је на гласу његушки. Како је земљиште у овој нахији врло кршевито а планинско, то је народу овдје тешко живљење, а занатима се не занима. Народ је здрав и врло снажан, а домаће уређење могло би бити много боље.